# Grim’sches Leitrad

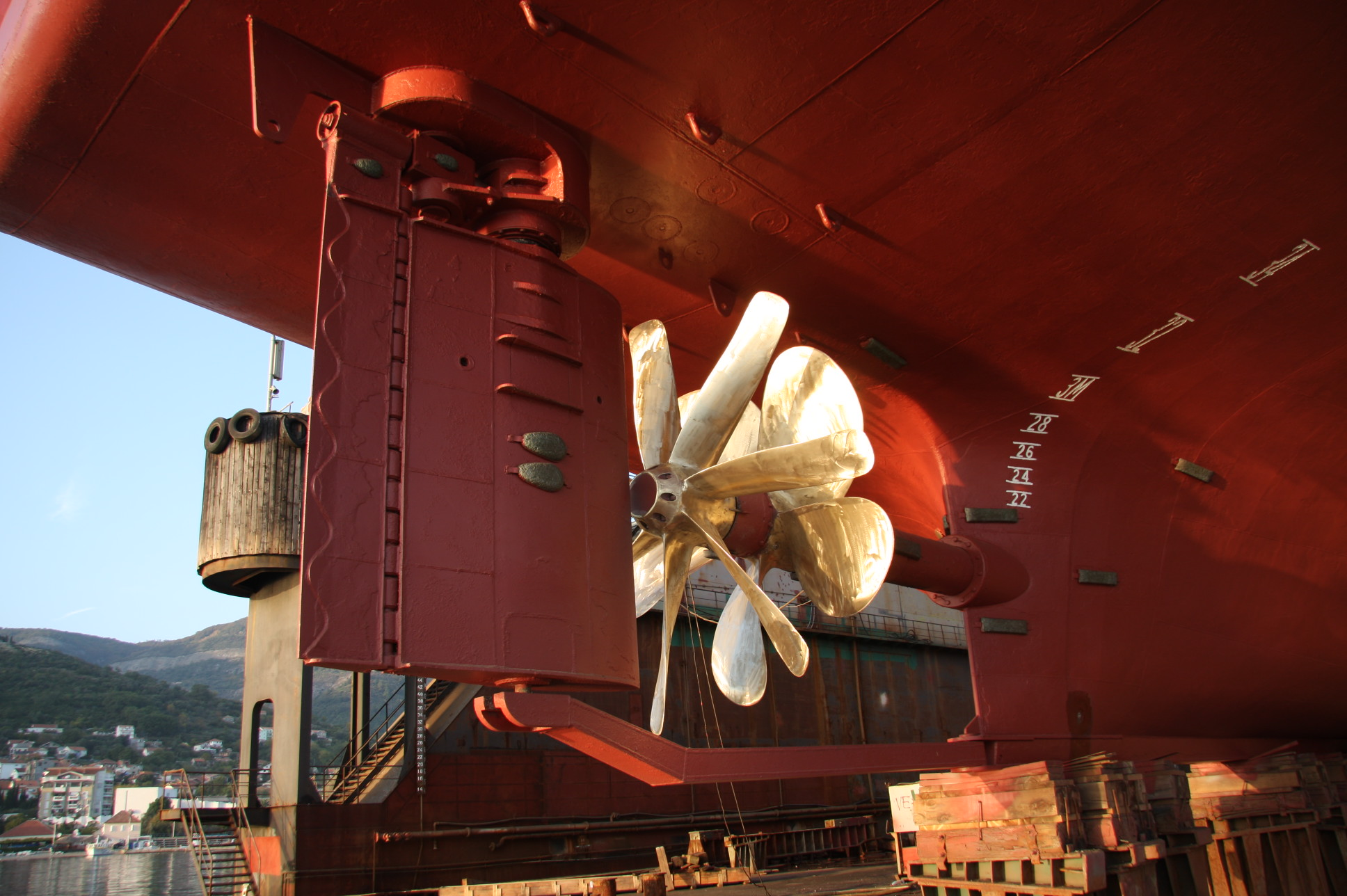
Grim’sches Leitrad

Das Grim’sche Leitrad ist eine Entwicklung von Otto Grim. Der Zweck dieses Leitrads ist, dem Propellerstrahl von Schiffen Energie zu entnehmen und diesen in zusätzlichen Schub umzuwandeln, der über Propellerwelle und Drucklager auf das Schiff übertragen wird. Es wird also sonst verlustgehende Drallenergie in nutzbaren Vortrieb umgewandelt und somit kann, wie hydrodynamische und praktische Untersuchungen ergeben haben, bei gleicher Fahrleistung ein bis zu etwa 10 % geringerer Kraftstoffverbrauch erreicht werden.
Das Leitrad ist ein antriebsloses kombiniertes Turbinen- und Propellerrad mit sieben, meist jedoch neun schlanken Flügeln (Flunken), das gleichsinnig freidrehend hinter dem Aktivpropeller des Schiffes auf der Propellerwelle (Schwanzwelle) gelagert ist. Es hat einen bis etwa 20 % größeren Durchmesser als der angetriebene Propeller. Der innere Teil der Flügel ist als Turbine für die Drehung des Leitrads, der äußere Teil als Propeller für die Schuberzeugung ausgebildet. Das Leitrad ist konstruktiv so ausgelegt, dass es bei Normalfahrt mit 30 % bis 40 % der Propellerdrehzahl rotiert.
1969 fertigte der Schiffspropellerhersteller Schaffran eine erste Anlage mit dem Grim’schen Leitrad. 1980 wurde das bundeseigene Forschungsschiff Gauss mit einem Leitrad ausgerüstet, private Reedereien begannen erst 1982 vereinzelt, das Leitrad bei Schiffsneubauten einzusetzen. Von 1982 bis 1989 lieferte der Kölner Propellerhersteller Ostermann weitere 80 Leiträder an verschiedene Werften. 1983 baute Bremer Vulkan mit der 45.051 BRT großen Pharos (Bau-Nr. 1037) das damals weltweit größte Schiff mit einem Grim’schen Leitrad.
In der Praxis erwies sich das Leitrad jedoch als nicht ausreichend einfach, robust und wartungsarm. Die komplizierte Form, Brüche durch Schwingungen, Kavitation, Dichtigkeits- und Lagerungsprobleme am zusätzlich belasteten Endlager der Antriebswelle führten dann zum vorläufigen Ende für das Leitrad. Für einen optimalen Wirkungsgrad sollte der Propeller so groß wie möglich gebaut sein, somit ist häufig kein Raum für ein noch größeres Leitrad vorhanden. Die Verkleinerung des Propellers zu Gunsten eines Grim’schen Leitrads würde den Gesamtwirkungsgrad der Propeller-Leitrad-Kombination also nicht steigern, sondern in den meisten Fällen sogar verringern. In der Praxis dürfte dieses Problem jedoch nur selten auftreten. Derzeit werden keine Grim’schen Leiträder mehr verbaut. Mit weiterentwickelten Leiträdern könnte sich nach Lösung dieser Probleme und bei weiter steigenden Rohölpreisen die Situation allerdings wieder ändern.

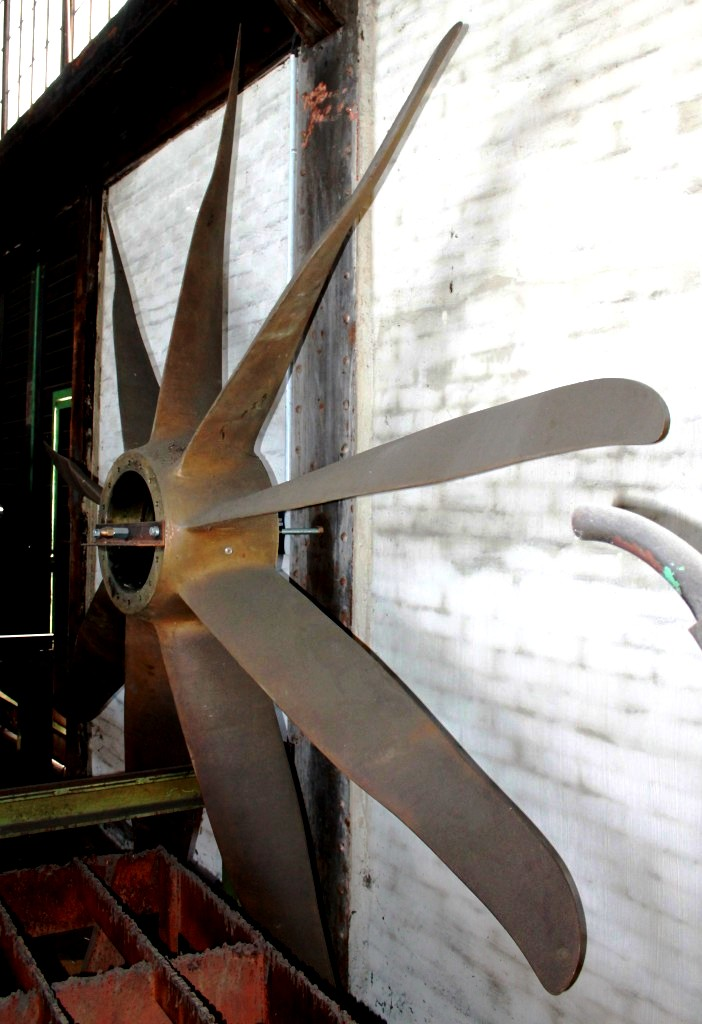
Grim´sches Leitrad im Hamburger Hafenmuseum

Ein bekanntes Beispiel für die Anwendung des Grim’schen Leitrads war die Queen Elizabeth 2, die 1986 während ihres Umbaus auf der Bremerhavener Lloyd Werft mit Leiträdern der niederländischen Firma Lips ausgerüstet wurde. Dabei wurden um etwa 16 % größere Leiträder eingesetzt (DGL/DPropeller = 6,70 m / 5,80 m = 1,16). Bereits während der Probefahrten nach dem Umbau traten aber Schäden durch abgebrochene Leitradblätter auf, die zum Abbruch der Versuche und später zum Ausbau der Leiträder führten.